# Švýcarský frank
Švýcarský frank (německy Schweizer Franken, francouzsky franc suisse, italsky franco svizzero, rétorománsky franc svizzer) je zákonným platidlem ve dvou alpských státech – Švýcarsku a Lichtenštejnsku. Zároveň je jediným oficiálním platidlem italské enklávy na švýcarském území – Campione d'Italia. Celá Itálie vyjma Campione d'Italia používá euro. Jiná enkláva na švýcarském území – německý Büsingen am Hochrhein – má formálně jako jedinou měnu euro, ale švýcarský frank je zde oblíbený a v každodenním platebním styku je častěji používaný než euro.
Lichtenštejnsko, které je se Švýcarskem v celní a měnové unii, používá švýcarský frank jako svou měnu od roku 1921 a má podle smlouvy se Švýcarskem z roku 1980 právo razit mince švýcarského franku, ale nemůže vydávat bankovky. Lichtenštejnsko zavedlo frank v roce 1921 místo rakouské koruny, kterou používalo od roku 1918, a která byla nestabilní měnou. Ještě před ní používalo jako svou měnu rakousko-uherskou korunu (od 1898).
Švýcarský frank se dělí na 100 rappů (německy Rappen, francouzsky centimes, italsky centesimi, rétorománsky raps). ISO 4217 kód je CHF. Název „frank“ má tato měna shodný s několika měnami v Africe a Tichém oceánu.

## Mince a bankovky
- Mince švýcarského franku mají hodnoty 5, 10 a 20 rappů; 1/2, 1, 2 a 5 franků.
- Bankovky v oběhu mají hodnoty 10, 20, 50, 100, 200 a 1000 franků.

Tisícifranková bankovka je s hodnotou zhruba 25 000 Kč (v závislosti na kurzu, platné k září 2023) nejhodnotnější stále vydávanou bankovkou světa (ovšem nejhodnotnější platné bankovky jsou 10000dolarové bankovky Singapuru a Bruneje, které však již nejsou vydávány).
| Vyobrazení | Hodnota    | Technické parametry            | Technické parametry | Technické parametry | Technické parametry |
| Vyobrazení | Hodnota    | Materiál                       | Hmotnost [g]        | Průměr [mm]         | Tloušťka [mm]       |
| ---------- | ---------- | ------------------------------ | ------------------- | ------------------- | ------------------- |
| 5 rappů    | 5 rappů    | 92 % měď, 6 % hliník, 2 % nikl | 1,8                 | 17,15               | 1,25                |
| 10 rappů   | 10 rappů   | 75 % měď, 25 % nikl            | 3,0                 | 19,15               | 1,45                |
| 20 rappů   | 20 rappů   | 75 % měď, 25 % nikl            | 4,0                 | 21,05               | 1,65                |
| 1/2 franku | 1/2 franku | 75 % měď, 25 % nikl            | 2,2                 | 18,20               | 1,25                |
| 1 frank    | 1 frank    | 75 % měď, 25 % nikl            | 4,4                 | 23,20               | 1,55                |
| 2 franky   | 2 franky   | 75 % měď, 25 % nikl            | 8,8                 | 27,40               | 2,15                |
| 5 franků   | 5 franků   | 75 % měď, 25 % nikl            | 13,2                | 31,45               | 2,35                |

### Osmá série bankovek (od roku 1995)
Bankovky osmé série již nejsou platné. Tyto bankovky byly k 30.4.2021 staženy z oběhu a nahrazeny novými z deváté série. Stále však mohou být (stejně jako bankovky z předchozí 6. série) vyměněny v bankách za bankovky platné série.
| Vyobrazení | Vyobrazení | Hodnota     | Rozměry     | Barva | Barva   | Vyobrazená osobnost     | V oběhu od    |
| Líc        | Rub        | Hodnota     | Rozměry     | Barva | Barva   | Vyobrazená osobnost     | V oběhu od    |
| ---------- | ---------- | ----------- | ----------- | ----- | ------- | ----------------------- | ------------- |
|            |            | 10 franků   | 126 × 74 mm |       | žlutá   | Le Corbusier            | 8. duben 1997 |
|            |            | 20 franků   | 137 × 74 mm |       | červená | Arthur Honegger         | 1. říjen 1996 |
|            |            | 50 franků   | 148 × 74 mm |       | zelená  | Sophie Taeuber-Arp      | 3. říjen 1995 |
|            |            | 100 franků  | 159 × 74 mm |       | modrá   | Alberto Giacometti      | 1. říjen 1998 |
|            |            | 200 franků  | 170 × 74 mm |       | hnědá   | Charles Ferdinand Ramuz | 1. říjen 1997 |
|            |            | 1000 franků | 181 × 74 mm |       | fialová | Jacob Burckhardt        | 1. duben 1998 |

### Devátá série bankovek (od roku 2016)
| Vyobrazení | Vyobrazení | Hodnota     | Rozměry     | Barva | Barva   | Motiv          | V oběhu od      | V oběhu od |
| Líc        | Rub        | Hodnota     | Rozměry     | Barva | Barva   | Motiv          | V oběhu od      | V oběhu od |
| ---------- | ---------- | ----------- | ----------- | ----- | ------- | -------------- | --------------- | ---------- |
|            |            | 10 franků   | 123 × 70 mm |       | žlutá   | Čas            | 18. říjen 2017  |            |
|            |            | 20 franků   | 130 × 70 mm |       | červená | Světlo         | 17. květen 2017 |            |
|            |            | 50 franků   | 137 × 70 mm |       | zelená  | Vítr           | 12. duben 2016  |            |
|            |            | 100 franků  | 144 × 70 mm |       | modrá   | Voda           | 12. září 2019   |            |
|            |            | 200 franků  | 151 × 70 mm |       | hnědá   | Hmota          | 22. srpen 2018  |            |
|            |            | 1000 franků | 158 × 70 mm |       | fialová | Řeč/komunikace | 13. březen 2019 |            |